# Рибці (Прилуцький район)
Рибці́ — село в Україні, у Прилуцькому районі Чернігівської області. Населення становить 214 осіб. Входить до складу Ладанської селищної громади.

## Історія
Селище було приписане до Вознесенської церкви у Лисках
Найдавніше знаходження на мапах 1787 рік як Рибец.
У 1862 році у селищі казеному Рибці було 57 дворів де жило 416 осіб
У 1911 році у селищі Рибці  жило 835 осіб
До 2020 року орган місцевого самоврядування — Краслянська сільська рада.